# Llista d'òperes de Georg Friedrich Händel

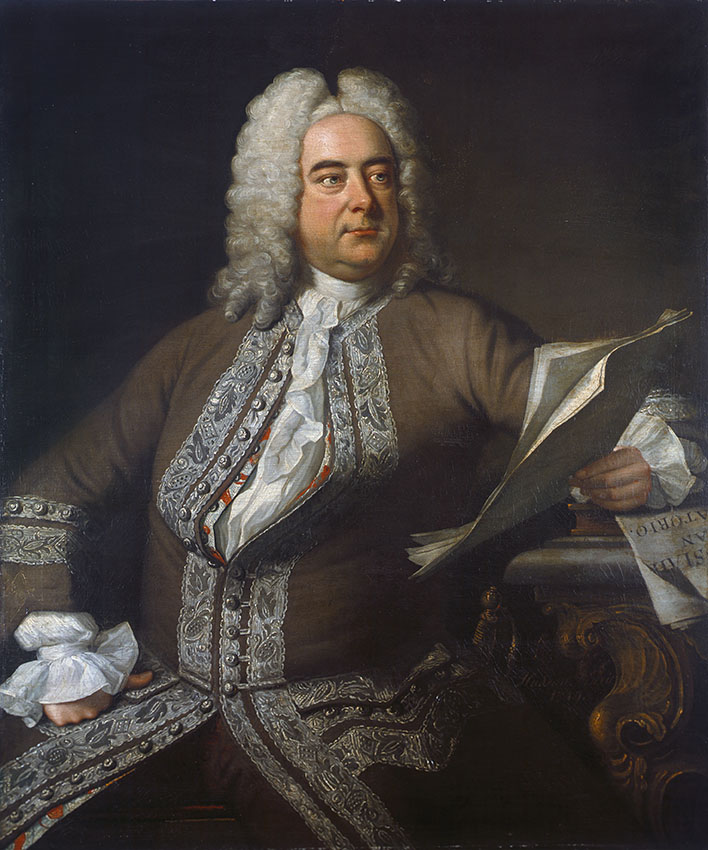
Georg Friedrich Händel en 1741.

Aquí es presenta la Llista d'òperes de Georg Friedrich Händel. Händel va compondre 43 òperes, o 46 si s'afegeixen Semele, Acis i Galatea i Hèrcules. Representen el nucli central de la seva obra al costat dels oratoris i, en aquest sentit, és un dels compositors d'òpera més importants i el més destacat en el subgènere dramàtic de l'òpera barroca, l'opera seria. No obstant això, dins l'opera seria, no es pot comparar Händel amb els seus antecessors, Alessandro Scarlatti, i successors, Johann Adolph Hasse, Christoph Willibald Gluck i Nicola Porpora, ja que es diferencia d'ells per les seves formes poc italianes, i la utilització de recursos de l'òpera alemanya i francesa.

## Anàlisi

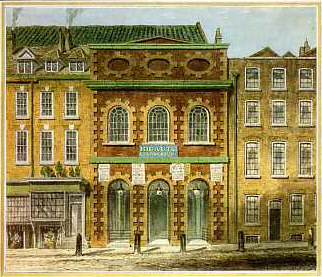
L'òpera al Haymarket, espai conegut com el Teatre de la Reina i després com el Teatre del Rei, on es van presentar moltes de les obres de Handel. Il·lustració de William Capon.

A excepció de les seves primeres òperes de Hamburg, Almira, Nero, Florindo i Dafne, que estan escrites en alemany i pertanyen al subgènere del singspiel, i Alceste, la seva darrera òpera, escrita en anglès ja al final de la seva vida, totes estan escrites en italià dins la tradició de l'opera seria de la primera meitat del segle XVIII. Amb relació a Acis i Galatea, Semele i Hèrcules, totes escrites en anglès com Alceste, és un grup molt ambigu pel que fa a la seva catalogació dins el gènere i van ser considerades pel seu autor en el cas de Semele i Hèrcules, com a oratoris, però aptes per a representació escènica, considerant-se en alguns casos com a òperes i englobats dins les òperes handelianas. En el cas de Acis i Galatea, es va estrenar el 1718 com una mascarada, i va ser la primera obra escrita en anglès per Händel. No obstant això, el 1732 la va ampliar tot afegint més números i, amb moltes modificacions, es va estrenar com una òpera.

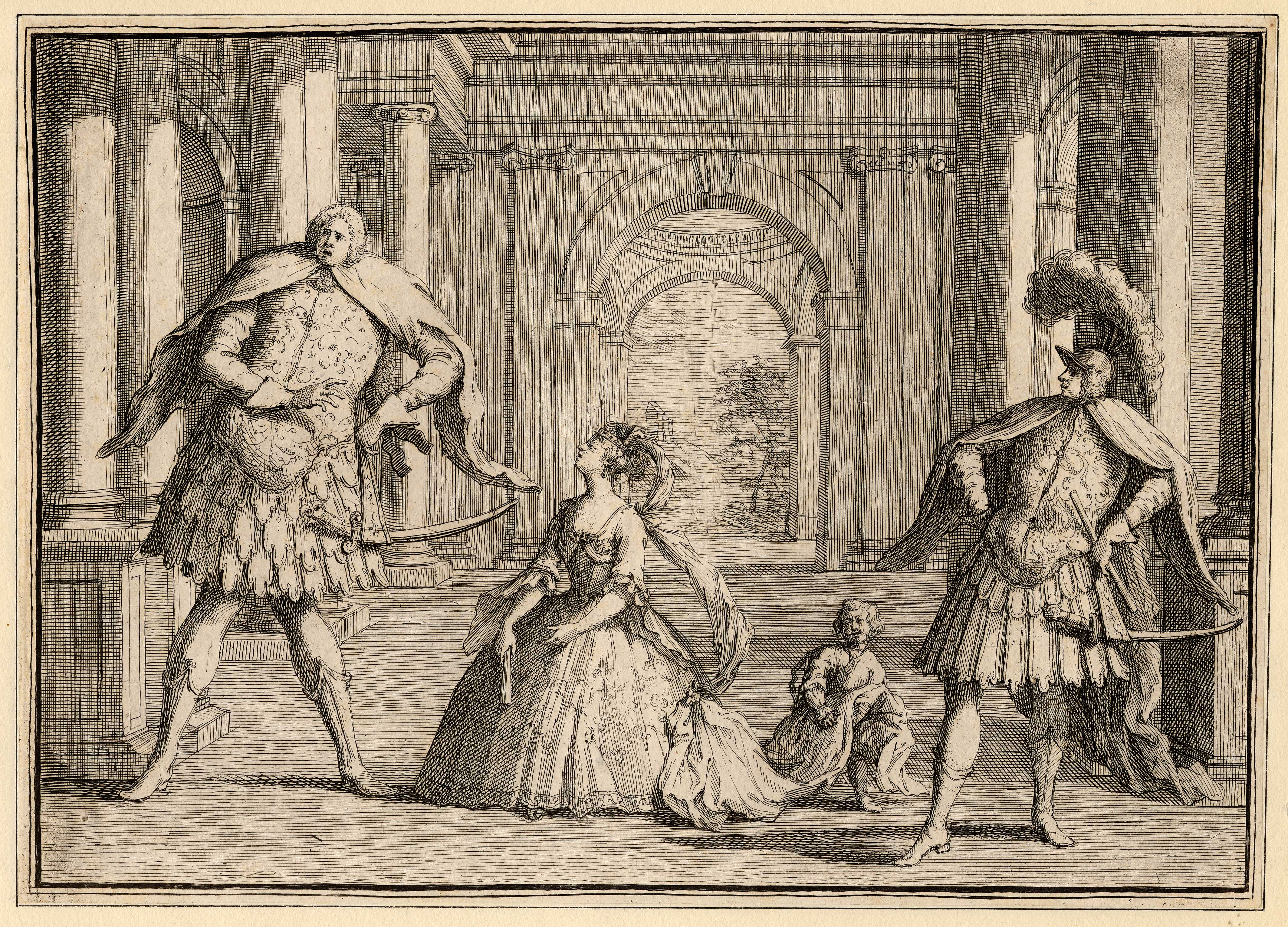
Senesino i Francesca Cuzzoni, dos dels grans cantants de l'òpera del, gràcies als quals, en part, es deuen la dificultat i virtuosisme de l'estil vocal de les òperes de Händel.

Assimilada totalment la tradició del drama italià des de 1707 amb Rodrigo, gairebé totes les seves òperes tenen la fórmula clàssica de 3 actes, alternant la dualitat ària da capo–recitatiu, sense danses ni conjunts, ni ritornelli instrumentals, a excepció de cors com a nombres finals i duos i trios en ocasions molt concretes. Alceste, Teseo, Ariodante, Serse i altres òperes, no obstant això, trenquen l'esquema clàssic. Per exemple, afegint cors i danses a la meitat de l'òpera a Ariodante, Alceste i Serse, o amb més de 3 actes a Teseo o Alceste, o abandonant la rigidesa i serietat de la temàtica de l'opera seria fent un drama més compacte a Serse. A Serse, a més, afegeix molts elements còmics i té un estil més modern, que s'acosta a la música galant de mitjans del segle xviii, i en aquest sentit, és una obra única dins el catàleg de Händel. Serse també té ariosos que s'interposen entre els recitatius –amb molts d'ells acompanyats–, i àries o ritornelli instrumentals. No obstant això, Händel sempre va ser fidel, en essència, a les formes bàsiques convencionals: àries, recitativos secs i acompanyats, ariosos, grans conjunts (cors), duos i trios; les formes bàsiques de l'òpera del segle xviii.

## Arguments
Argumentalment, gran part de les òperes són de tema heroic, tan en voga en l'opera seria de principis del segle XVIII, encara que algunes, com Il pastor fido o Atalanta, són de temàtica pastoral, molt de moda a la Itàlia de finals del segle xvii i principis del següent. Una altra temàtica present en algunes òperes, i de singular importància, és l'anomenada òpera màgica, com a Rinaldo, Orlando, Ariodante i Alcina. Aquí, en l'argument, extret de la literatura èpica i cavalleresca, té una gran importància la màgia i l'encantament.

## Instrumentació
La gran majoria de les òperes tenen una instrumentació molt reduïda, encara que en el seu llenguatge orquestral utilitza matisos en abundància i és molt colorista. Les àries da capo són les grans protagonistes en aquest sentit, amb un grandiós vigor melòdic, un ritme i melodia amb gran supremacia i grans solos obligats, com en l'ària "Vo fa la guerra" de Rinaldo, on hi ha una gran intervenció solista d'un clavicèmbal.
La influència del contrapunt germànic, après de Friedrich Wilhelm Zachow, es troba en l'acompanyament instrumental de les àries. Allà es pot observar la facilitat i el domini que té Händel en aquest camp i està més present en les peces instrumentals de les òperes, on de vegades apareixen fugues. Si l'estil alemany està present a través del contrapunt, l'estil francès apareix en les obertures de les seves òperes, danses i ballets, especialment a Alcina i Ariodante. Les obertures, sempre compostes a la moda francesa, tenen sempre un esquema de dos moviments: comencen amb una introducció lenta i solemne i acaba amb un moveiment ràpid amb seccions fugades.

## Veus
L'estil vocal de les seves òperes és molt depurat i és deutor de Alessandro Scarlatti i Antonio Caldara, quan realitzà el seu aprenentatge italià, entre 1706 i 1710, fet a força de compondre nombroses cantates. Aquestes posseïen una fluïdesa melòdica torrencial indubtablement forjada en la seva estada a Itàlia. La part vocal està escrita i pensada per lluir la tècnica i les capacitats vocals dels grans castrati i les grans dives del segle XVIII, uns cantants superdotats, als que se'ls exigia un gran virtuosisme, ja sigui per estendre's en molts compassos sobre una vocal i anar al límit, o bé per altres tècniques espectaculars sobre notes agudes i greus, amb un so aflautat. Així, els intèrprets actuals, encara que estiguin molt capacitats, no poden igualar la tècnica dels castrati i les dives del segle xviii. En aquest sentit, per cantar les seves difícils i exigents òperes, Händel sempre va tenir a la seva disposició gairebé tots els millors intèrprets italians de l'època, com els cèlebres Farinelli, Senesino o Francesca Cuzzoni, malgrat que el públic de Londres no ho apreciava prou.

## Llista d'òperes
| HWV    | Títol                                                                                | Estrena                    | Lloc                                    | Notes |
| ------ | ------------------------------------------------------------------------------------ | -------------------------- | --------------------------------------- | --- |
| 1      | Almira (Der in Krohnen erlangte Glücks-Wechsel, oder: Almira, Königin von Castilien) | 8 de gener de 1705         | Oper am Gänsemarkt, Hamburg             | Part de la música perduda. Anunciat com un singspiel però no té diàlegs.                                                                           |
| 2      | Nero (Die durch Blut und Mord erlangete Liebe)                                       | 25 de febrer de 1705       | Oper am Gänsemarkt, Hamburg             | Música perduda |
| 3      | Florindo (Der beglückte Florindo)                                                    | 1708                       | Oper am Gänsemarkt, Hamburg             | Només es coneixen alguns fragments |
| 4      | Daphne (Die verwandelte Daphne)                                                      | 1708                       | Oper am Gänsemarkt, Hamburg             | Una seqüela de Florindo, destinada a ser interpretada l'endemà. Gairebé tota la música s'ha perdut.                                                |
| 5      | Rodrigo (Vincer se stesso è la maggior vittoria)                                     | 1707                       | Florència                               | S'ha perdut una part de la música |
| 6      | Agrippina                                                                            | finals 1709/principis 1710 | Teatro San Giovanni Grisostomo, Venècia | |
| 7a/b   | Rinaldo                                                                              | 24 de febrer de 1711       | Queen's Theatre, Londres                | HWV 7b és la revisió del 1731; també existeix el llibret d'una revisió de 1717                                                                     |
| 8a/b/c | Il pastor fido                                                                       | 22 de novembre de 1712     | Queen's Theatre, Londres                | La versió de 1712 és la 8a. Les versions revisades de 1734 són designades com a 8c. El pròleg Terpsicore, afegit a la versió final, és 8b.         |
| 9      | Teseo                                                                                | 10 de gener de 1713        | Queen's Theatre, Londres                | 5 actes |
| 10     | Silla                                                                                | juny de 1713?              | Londres?                                | Música va ser reutilitzada a Amadigi |
| 11     | Amadigi di Gaula                                                                     | 25 de maig de 1715         | King's Theatre, Londres                 | Diversos afegits durant la primera etapa i les representacions de 1716 i 1717                                                                      |
| 12a/b  | Radamisto                                                                            | 27 d'abril de 1720         | King's Theatre, Londres                 | Existeixen llibrets de les versions revisades de desembre de 1720 i 1728                                                                           |
| 13     | Muzio Scevola                                                                        | 15 d'abril de 1721         | King's Theatre, Londres                 | Només l'acte 3 és de Händel |
| 14     | Floridante                                                                           | 9 de desembre de 1721      | King's Theatre, Londres                 | Les versions revisades es van estrenar els anys 1722, 1727 i 1733                                                                                  |
| 15     | Ottone                                                                               | 12 de gener de 1723        | King's Theatre, Londres                 | Les versions revisades es van estrenar el 1726 i el 1733                                                                                           |
| 16     | Flavio                                                                               | 14 de maig de 1723         | King's Theatre, Londres                 | Existeix el llibret de la versió revisada de 1732                                                                                                  |
| 17     | Giulio Cesare                                                                        | 20 de febrer de 1724       | King's Theatre, Londres                 | |
| 18     | Tamerlano                                                                            | 31 d'octubre de 1724       | King's Theatre, Londres                 | |
| 19     | Rodelinda                                                                            | 13 de febrer de 1725       | King's Theatre, Londres                 | |
| 20     | Scipione                                                                             | 12 de març de 1726         | King's Theatre, Londres                 | |
| 21     | Alessandro                                                                           | 5 de maig de 1726          | King's Theatre, Londres                 | |
| 22     | Admeto                                                                               | 31 de gener de 1727        | King's Theatre, Londres                 | |
| 23     | Riccardo Primo                                                                       | 11 de novembre de 1727     | King's Theatre, Londres                 | |
| 24     | Siroe, rei de Pèrsia                                                                 | 17 de febrer de 1728       | King's Theatre, Londres                 | |
| 25     | Tolomeo                                                                              | 30 d'abril de 1728         | King's Theatre, Londres                 | |
| 26     | Lotario                                                                              | 2 de desembre de 1729      | King's Theatre, Londres                 | |
| 27     | Partenope                                                                            | 24 de febrer de 1730       | King's Theatre, Londres                 | |
| 28     | Poro, re dell'Indie                                                                  | 2 de febrer de 1731        | King's Theatre, Londres                 | |
| 29     | Ezio                                                                                 | 15 de gener de 1732        | King's Theatre, Londres                 | |
| 30     | Sosarme                                                                              | 15 de febrer de 1732       | King's Theatre, Londres                 | El primer esborrany, Fernando, Re Di Castiglia, representat el 2007 per Il Complesso Barocco                                                       |
| 31     | Orlando                                                                              | 27 de gener de 1733        | King's Theatre, Londres                 | |
| 32     | Arianna in Creta                                                                     | 26 de gener de 1734        | King's Theatre, Londres                 | |
| A 11   | Oreste                                                                               | 18 de desembre de 1734     | Londres, Covent Garden Theatre          | Pasticcio |
| 33     | Ariodante                                                                            | 8 de gener de 1735         | Covent Garden Theatre, Londres          | |
| 34     | Alcina                                                                               | 16 d'abril de 1735         | Covent Garden Theatre, Londres          | |
| 35     | Atalanta                                                                             | 12 de maig de 1736         | Covent Garden Theatre, Londres          | |
| 36     | Arminio                                                                              | 12 de gener de 1737        | Covent Garden Theatre, Londres          | |
| 37     | Giustino                                                                             | 16 de febrer de 1737       | Covent Garden Theatre, Londres          | |
| 38     | Berenice                                                                             | 18 de maig de 1737         | Covent Garden Theatre, Londres          | |
| 39     | Faramondo                                                                            | 3 de gener de 1738         | King's Theatre, Londres                 | |
| A 13   | Alessandro Severo                                                                    | 25 de febrer de 1738       |                                         | Pasticcio |
| 40     | Serse                                                                                | 15 d'abril de 1738         | King's Theatre, Londres                 | |
| A 14   | Giove in Argo                                                                        | 1 de maig de 1739          | King's Theatre, Londres                 | Pasticcio |
| 41     | Imeneo                                                                               | 22 de novembre de 1740     | Teatre en Lincoln's Inn Fields, Londres | |
| 42     | Deidamia                                                                             | 10 de gener de 1741        | Teatre a Lincoln's Inn Fields, Londres  | |
| 49     | Acis and Galatea                                                                     | 1718                       | Cannons, Little Stanmore                | Es descriu de manera variada: una serenata, una mascarada, una òpera pastoral, una "petita òpera" (pel compositor), un entreteniment i un oratori. |